# Valentia Edetanorum
Valentia Edetanorum (del latín Valentia, ‘valor’ y Edetanorum, ‘de los edetanos’) es el nombre que recibió la ciudad de Valencia en la Hispania romana.

## Historia
El cónsul romano Décimo Junio Bruto Galaico licenció sus tropas de las campañas lusitanas el año 616 AVC (ab urbe condita, desde la fundación de la Urbe [Roma]), que equivale a nuestro 138 a. C. Como recompensa a la gallardía y coraje de sus hombres les concedió tierras en el levante hispano, exactamente en una isla fluvial cerca de la desembocadura del río Turius o Tyris, que estaba estratégicamente ubicada en el mejor vado natural del río por donde pasaba la Vía Heraclea, conocida después como Vía Augusta.
El autor del siglo I-II Lucio Anneo Floro, que escribió un resumen (Epítome o Periochae) de la obra del historiador latino Tito Livio, transmite la noticia de la fundación de la ciudad (Periocha LV, 4):
La nueva aldea pronto obtuvo el rango de colonia. Se encontraba emplazada entre cuatro antiguas y fieles ciudades indígenas: Arse (actual Sagunto), Edeta (Liria), Saetabis (Játiva) y Dianium (Denia). Esta conveniencia hacía que este nuevo emplazamiento romano controlase administrativamente la supuesta devotio ibérica (‘fidelidad ibera’) del entorno y sus fértiles tierras.

### Evolución de la ciudad
La primera colonia prosperó económica y demográficamente hasta el desastre que supuso para todo el oriente hispano la revuelta del general Quinto Sertorio, pues la ciudad, aliada del rebelde popular sabino desde su llegada a Hispania, intervino activamente en las Guerras Sertorianas para acabar siendo parcialmente destruida en el año 75 a. C. tras el asalto de Cneo Pompeyo Magno. Cayo Herennio, lugarteniente de Sertorio, y cerca de 10 000 rebeldes cayeron frente a los muros de la ciudad. Varios esqueletos mutilados hallados en el solar de L'Almoina de Valencia atestiguan las ejecuciones posteriores a la toma de la ciudad, quedando en pie únicamente un edificio en el actual entorno de la Catedral de Valencia dedicado a Esculapio, y que hacía las veces de sanatorio, encontrándose como en Pompeya a la entrada de la ciudad. La destrucción ocasionada por la guerra llevó a que la urbe quedara abandonada durante 50 años al menos.
Valentia fue refundada en tiempos de Augusto, probablemente entre el 5 a. C. y el 5 d. C. De ahí que solo se conozca en esta colonia una dualidad de cámaras de gobierno, los veterani (los veteranos llegados de las licencias de Augusto) y los véteres (los supervivientes de los primeros colonos). Tardaría unos años en empezar un largo periodo de desarrollo caracterizado por el crecimiento urbano, entrada ya la época de la dinastía Flavia, gracias a la inmigración de nuevos ciudadanos que vinieron a sumarse a los de la época de Augusto (este dato está ampliamente demostrado, Valentini veterani et veteres), y cómo no, a la construcción de grandes edificios públicos como el foro y el circo. 
Las excavaciones de la Almoina han sacado a la luz parte del foro, la curia, el ángulo sudeste de la basílica, unas termas, un macellum (mercado de alimentos) y un ninfeo. En otros lugares se han encontrado casas ricamente ornadas con mosaicos y murales.
Así mismo se realizan importantes infraestructuras como la construcción de un puerto fluvial junto a las actuales Torres de Serranos, el acueducto, distintas obras de distribución de agua, posibles santuarios periurbanos y varias necrópolis que circundaban las vías. En la actual zona de la calle del Mar, se han encontrado restos del circo, un grandioso edificio de 350 x 70 m.
La ciudad de Valentia durante el siglo II d. C. tiene características propias de las urbes imperiales. Siendo una ciudad profundamente romanizada y con una importancia que poco a poco va saliendo a la luz. Así por ejemplo, disponía de edificaciones singulares, como un circo con capacidad para 10 000 personas y de unas dimensiones alcanzadas solamente por otros siete circos en toda Hispania.
La colonia vivió en relativa paz; eso sí: sumida en la misma recesión económica y social que el resto del Imperio romano a partir del siglo II, hasta la primera oleada de pueblos germánicos que atravesaron el valle del río Turia en el 260 d. C.

### Época tardía
La paulatina reconstrucción de la ciudad tras los quince años de inestabilidad después de la expulsión de los francos de mano del emperador romano Aureliano, la entrada del cristianismo y la postrera llegada de los visigodos no supuso un gran cambio demográfico en la ciudad. Los centros de culto paganos ya habían desaparecido en tiempos del Bajo Imperio romano, poco después del martirio del diácono Vicente de Zaragoza, siendo sustituidos por nuevos recintos cristianos dedicados a este mártir, venerado desde entonces como San Vicente Mártir.

### Bajo Imperio
En el siglo III d. C., del mismo modo que en el resto del Imperio, Valentia atraviesa una etapa de crisis, la ciudad es destruida entre el 260 y el 270, y reconstruida rápidamente pero con un perímetro inferior, se abandonan algunas de sus infraestructuras.
Durante el siglo IV la ciudad mantuvo su categoría, mientras veía como otras urbes próximas, Edeta (Liria) y Saguntum (Sagunto), entraban en una profunda decadencia.
Se conforma en la ciudad la primera comunidad cristiana de la que se tiene constancia en torno a la memoria de San Vicente, que es martirizado en la ciudad en el año 304 (y se levanta un templo sobre la tumba con sus restos, conocido como la iglesia de San Vicente de la Roqueta).
El poeta latino Rufo Festo Avieno escribe su obra Ora maritima, en la que cita una supuesta ciudad íbera prerromana en la desembocadura del Turia llamada Tiris, lo que dará lugar a que popularmente se identifique al río como a la antigua urbe.

«Y no lejos de la separación de este río, el río Tirio rodea la ciudadela de Tiris.»
Avieno, Ora maritima 480

## Restos romanos
- Torreón romano en el área de la antigua iglesia de San Bartolomé. Cuando en el siglo XVIII se reedificó la iglesia, se localizaron restos de la época romana. Estos vestigios fueron confirmados en 1927 y 1928 a raíz de las excavaciones realizadas por Nicolau Primitiu Gómez Serrano. Se trata de una gran torre de planta circular que formaba parte de la muralla romana, que se encontró cerca de la puerta que la iglesia, derribada en la década de 1940, tenía hacia la plaza de Manises. La estructura está formada por hiladas de ladrillo con capas intermedias de mortero.[8]
- Circo romano de Valencia. Se estima que data del siglo II d. C. y sus restos se encontraron durante unas excavaciones arqueológicas en la década de 1990.